# Villamalur
Villamalur – gmina w Hiszpanii, w prowincji Castellón, we wspólnocie autonomicznej Walencja, o powierzchni 19,47 km². W 2011 roku liczyła 92 mieszkańców.